# Coryphaenoides delsolari
Coryphaenoides delsolari is een straalvinnige vissensoort uit de familie van rattenstaarten (Macrouridae). De wetenschappelijke naam van de soort is voor het eerst geldig gepubliceerd in 1977 door Chirichigno F. & Iwamoto.